# Wilfried Weschke
Wilfried Weschke (* im 20. Jahrhundert) ist ein deutscher Schauspieler, Hörspielsprecher und Regisseur.

## Leben
1961 hatte Weschke in dem Film Die Liebe und der Co-Pilot seinen ersten Auftritt. 1971 erhielt er seine erste Rolle in der Fernsehserie Salut Germain. Seine erste wiederkehrende Rolle hatte er 1973 in der Fernsehserie Stülpner-Legende. Alle seine Filmrollen hatte er in der DDR, außer den Rollen, die er 1992 spielte. Außerdem war er als Regisseur am Theater (Theater Junge Generation, Staatstheater Dresden) tätig. 1992 erschien Weschke in sechs Folgen der Miniserie Karl May.

## Filmografie (Auswahl)
- 1961: Die Liebe und der Co-Pilot
- 1961: Melodie in A-Moll (Fernsehfilm)
- 1962: Auf der Sonnenseite
- 1962: Meine Mutter ist Lucy Lane (Fernsehfilm)
- 1963: Drei Kriege – 1. Teil: Tauroggen (Fernsehfilm)
- 1964: Drei Kriege – 2. Teil: Hinter den Fronten (Fernsehfilm)
- 1965: Solange Leben in mir ist
- 1971: Salut Germain (Fernsehserie, eine Folge)
- 1973: Siebzehn Augenblicke des Frühlings (Семнадцать мгновений весны, Miniserie, eine Folge)
- 1973: Stülpner-Legende (Fernsehserie, 2 Folgen)
- 1974: Polizeiruf 110: Nachttaxi
- 1979: Tull (Fernsehfilm)
- 1981: Der ungebetene Gast (Fernsehserie, eine Folge)
- 1992: Karl May (Miniserie, 6 Folgen)
- 1992: Tatort:
  - 1992: Ein Fall für Ehrlicher
  - 1992: Tod aus der Vergangenheit

## Theater (Auswahl)
Städtische Bühnen Erfurt
- 1955: William Shakespeare: Die Komödie der Irrungen (Dromio von Ephesus) – Regie: Hans Dieter Mäde
- 1955: Juri Burjakowski: Julius Fučík (Mirek) – Regie: Hans Dieter Mäde
- 1955: Friedrich Schiller: Wallenstein – Regie: Eugen Schaub
  - Wallensteins Lager (Buttlerischer Dragoner)
  - Die Piccolomini (Rittmeister Neumann)
- 1956: Jean Baptiste Molière: Die Streiche des Scapin (Octave) – Regie: Horst Bonnet
- 1956: Sergej Michalkow: Das rote Halstuch (Valerij) – Regie: Siegfried Menzel
- 1956: William Shakespeare: Hamlet (Laertes, Sohn des Polonius) – Regie: Eugen Schaub
- 1956: Hedda Zinner: Lützower (Leutnant Kranz) – Regie: Georg Leopold
- 1956: Friedrich Schiller: Maria Stuart (Okelly) – Regie: Eugen Schaub
- 1957: Erwin Vollsdorff (nach Robert Louis Stevenson): Die Schatzinsel (Jim, Sohn des Kapitäns Hawkins) – Regie: Alexander Stillmark
- 1957: William Shakespeare: Der Widerspenstigen Zähmung (Philipp) – Regie: Eugen Schaub

## Hörspiele (Auswahl)
- 1976: Helmut Richter: Alfons Köhler (Wand) – Regie: Walter Niklaus (Original-Hörspiel – Rundfunk der DDR)
- 1976: Hans Kubisch: Bis nachher, Liebling (Miller) – Regie: Klaus Zippel (Originalhörspiel, Kriminalhörspiel, Kurzhörspiel – Rundfunk der DDR)
- 1976: Hans-Ulrich Lüdemann: Keine Irrfahrt für Odysseus oder Erinnerungen eines gewissen Kautz (Berghahn) – Regie: Fritz Göhler (Originalhörspiel – Rundfunk der DDR)
- 1976: Dieter Müller: Die Audienz (Zell) – Regie: Walter Niklaus (Originalhörspiel, Kinderhörspiel – Rundfunk der DDR)
- 1978: Ursula Püschel: In Damaskus (Mann) – Regie: Günter Bormann (Originalhörspiel, Kurzhörspiel – Rundfunk der DDR)
- 1981: Peter Kramer: Der stille Teilhaber (Benny) – Regie: Walter Niklaus (Originalhörspiel, Kriminalhörspiel, Kurzhörspiel – Rundfunk der DDR)
- 1982: Jala Khoury: Gott mit euch, Genossen (Staatsanwalt) – Regie: Helmut Hellstorff (Hörspielbearbeitung – Rundfunk der DDR)[1]